# 阿切利 (喬治亞州)
阿切利（英語：Archery）是位於美國喬治亞州韋伯斯特縣的一個非建制地區。該地的面積和人口皆未知。

## 地理
阿切利的座標為32°01′33″N 84°26′01″W / 32.02583°N 84.43361°W，而該地的平均海拔高度為145米（即476英尺）。